# Agylla crassa
Agylla crassa är en fjärilsart som beskrevs av Paul Dognin 1911. Agylla crassa ingår i släktet Agylla och familjen björnspinnare. Inga underarter finns listade i Catalogue of Life.